# Résidence Georges Simenon
 (juillet 2024).
Si vous disposez d'ouvrages ou d'articles de référence ou si vous connaissez des sites web de qualité traitant du thème abordé ici, merci de compléter l'article en donnant les références utiles à sa vérifiabilité et en les liant à la section « Notes et références ».
La Résidence Georges Simenon est un gratte-ciel résidentiel à Liège en Belgique, construit par les architectes Henri Bonhomme et Jean Poskin en 1963.

## Description
Le bâtiment haut de 78 mètres (24 étages) est un des plus élevés dans la ville. Il est situé sur la dérivation entre le bras de la Meuse, à la transition entre le quai de l'Ourthe et le quai de la Boverie.
La particularité du bâtiment est qu'il comporte trois niveaux inférieurs, qui sont séparés par une échasse-de-chaussée sans murs des 20 étages supérieurs. Le rez-de-chaussée a accueilli une ancienne station-service BP. Les 3 premiers étages sont utilisés comme bureaux (principalement des professions libérales). Les deux volumes de la construction se distinguent nettement l'un de l'autre, leurs fonctions sont visibles de l'extérieur.
Le bâtiment a été construit dans la période de prospérité des années 1950 et 1960.
Le bâtiment offre l'un des plus hauts panoramas sur Liège, mais possible uniquement depuis les appartements ; les couloirs et zones de circulation sont sans fenêtre.